# Station Azuchi
Station Azuchi  (安土駅,  Azuchi-eki) is een spoorwegstation in de Japanse stad Ōmihachiman. Het wordt aangedaan door de Biwako-lijn. Het station heeft twee sporen, gelegen aan één eilandperron en een enkel zijperron.

## Treindienst

### JR West
| 1   | ■ Biwako-lijn | richting Kusatsu en Kioto              |
| 2,3 | ■ Biwako-lijn | intercity richting Maibara en Nagahama |

## Geschiedenis
Het station werd in 1914 geopend. 

## Overig openbaar vervoer
Bussen van Akakon voor bestemmingen binnen Ōmihachiman.

## Stationsomgeving
- Ruïnes van het kasteel van Azuchi
- Standbeeld van Nobunaga Oda
- Ruïnes van de Jezuïetenschool
- Shiga Bank
- Heiwadō (supermarkt)
- Sainomeer
- Ishinomiya-schrijn
- Jōgon-tempel